# Татарская Караболка
Татарская Караболка (тат. Татар Караболагы) — село (в данный момент статус понижен до деревни)  Кунашакского района Челябинской области. Входит в состав Куяшского сельского поселения. Находится в зоне радиоактивного заражения от производственного взрыва на комбинате «Маяк», село не было отселено после аварии, так как находилось с внешней стороны, хотя и непосредственно в зоне поражения.

## География
Расположено в северо-западной части района, на реке Караболке (отсюда название). Расстояние до районного центра, Кунашака, 59 км.

## Население
| 2002 | 2010 |
| ---- | ---- |
| 578  | ↘423 |

(в 1956 — 2800, в 1959 — 2638, в 1970 — 1934, в 1983 — 986, в 1995 — 717).

## История
По официальным данным татары сюда переселились в 1553—1556 годах с берегов Иделя (Волги) и Чулман (Камы), чтобы избежать насильственного крещения.
По неподтверждённым данным, первые юрты на месте современного села проезжавшие торговцы описывали периодом 1547—1550 г. Принято считать, что с этого же времени в поселении существует мечеть.
В 30-х гг. XX века органами НКВД все священнослужители были арестованы и увезены в неизвестном направлении, минареты снесены, библиотека
уничтожена, а здание в разные годы использовалось под различные нужды (как складское помещение, мастерская и т.п.). В 1990 году прихожане на свои средства, своими силами восстановили здание, и с этого времени в мечети ведутся службы. В 2009 году был воздвигнут новый минарет, видимый за несколько километров.
Топоним Караболак тюркского происхождения. Кара — в тюркских гидронимах не только «черная, темная», но и «чистая» вода; болак, булак — «приток», «рукав реки», иногда «река», то есть Караболка или Караболак — значит «тёмная или чистая река».

«..Караболка-Татарская, весьма большая деревня в Екатеринбургском уезде, на речке Караболке, по левую сторону тракта, ведущего из Екатеринбурга в Челябу. По сведениям 1869 года жителей 2,027 (в том числе 1,008 муж. и 1,019 женск. пола); дворов 270. Мечеть. Волостное правление. Хлебные базары. Жители Мещеряки-магометане…»
— Н.Чупин, Географический и статистический словарь Пермской губернии, 1873 г.

«в Екатеринбургском уезде  на  землях Башкирцев Мякотинской волости живут мещеряки в двух деревнях на реке Караболке: Мусекаевой и Карабольской..»
— Н.С.Попов, Хозяйственное  описание Пермской губернии, 1804 г.

« Из Екатеринбурга .. дорога в Оренбургскую губернию, ... есть поворот влево на иноверческую деревню Караболку, что при речке того же имени...»
— А.М.Вильбрехт, Историческо-географическое описание Пермской губернии сочинённое для Атласа 1800 года, стр190
В 1957 году в селе проживало свыше 4 тысяч жителей, протяжённость села 4 километра.
На 1 января 2007 года 578 жителей, 8 кладбищ. Находится в зоне радиоактивного заражения от производственного взрыва на комбинате «Маяк», село не было отселено после аварии, так как находилось с внешней стороны, хотя и непосредственно у границы изолинии в 2 Ки по стронцию-90.

## Улицы
- Улица 8 Марта
- Береговая улица
- Улица Гагарина
- Улица Калинина
- Улица Ленина
- Лесная улица
- Улица Лесничество
- Улица Мира
- Молодежная улица
- Улица Мурзина
- Октябрьская улица
- Совхозная улица
- Школьная улица